# Michaił Żelew
Michaił Stojkow Żelew buł. Михаил Стойков Желев (ur. 15 lipca 1943 w Sliwenie, zm. 5 stycznia 2021 tamże) – bułgarski lekkoatleta, długodystansowiec, mistrz Europy z 1969.
Specjalizował się w biegu na 3000 metrów z przeszkodami. Startował w tej konkurencji na mistrzostwach Europy w 1966 w Budapeszcie, ale odpadł w eliminacjach. Na igrzyskach olimpijskich w 1968 w Meksyku zajął w finale 6. miejsce.
Zwyciężył w biegu na 3000 metrów z przeszkodami na mistrzostwach Europy w 1969 w Atenach. Ustanowił wówczas rekord Bułgarii (8:25,02), który został poprawiony dopiero w 2014. Zdobył złoty medal na 3000 m z przeszkodami podczas uniwersjady w 1970 w Turynie. 
Nie zakwalifikował się do finału tej konkurencji na mistrzostwach Europy w 1971 w Helsinkach. Na igrzyskach olimpijskich w 1972 w Monachium zajął 12. miejsce w finale na tym dystansie. Odpadł w eliminacjach biegu na 3000 metrów podczas halowych mistrzostw Europy w 1973 w Rotterdamie.
Zwyciężał w biegu na 3000 m z przeszkodami na igrzyskach bałkańskich w latach 1967-1971, a także w biegu na 10 000 m w 1968 i w biegu na 5000 m w 1969. 
Michaił Żelew był mistrzem Bułgarii w biegu na 3000 m z przeszkodami w  latach 1966, 1968-1970 i 1974, w biegu na 5000 m w 1969 i 1970 oraz w biegu na 10 000 m w 1968. Był również halowym mistrzem Bułgarii w biegu na 3000 m w 1973.
Czterokrotnie poprawiał rekord Bułgarii na 3000 m z przeszkodami, doprowadzając go do wspomnianego wyniku 8:25,02 (20 września 1969 w Atenach).